# Taeniolabis
Taeniolabis is een uitgestorven geslacht van zoogdieren, dat leefde in het Vroeg-Paleoceen. Het is de grootst bekende multituberculaat.

## Beschrijving
Dit 30 cm lange knaagdier had zeer duidelijk herkenbare tanden. Een van de kiezen in elk onderkaakbeen was vaak vergroot tot een stevige maalkies. Het gewicht van de soort Taeniolabis taoensis wordt geschat op circa 34 kg.

## Vondsten
Van dit dier werden resten gevonden in Noord-Amerika met fossiele vondsten in het San Juan-bekken in New Mexico, Corral Bluffs in Colorado en Montana. Het verschijnen van Taeniolabis in het fossielenbestand ongeveer 680.000 jaar na het begin van het Paleoceen markeert het begin van het Puercan-3.

## Leefwijze
Taeniolabis leefde in tropische bossen. Fossielen van deze herbivoor zijn met name gevonden in of nabij afzettingen van rivieren, wat er op wijst dat Taeniolabis nabij het water leefde. Het dier kan zo beschouwd worden als de Paleocene equivalent van een kleine capibara.